# Mobiles Internet

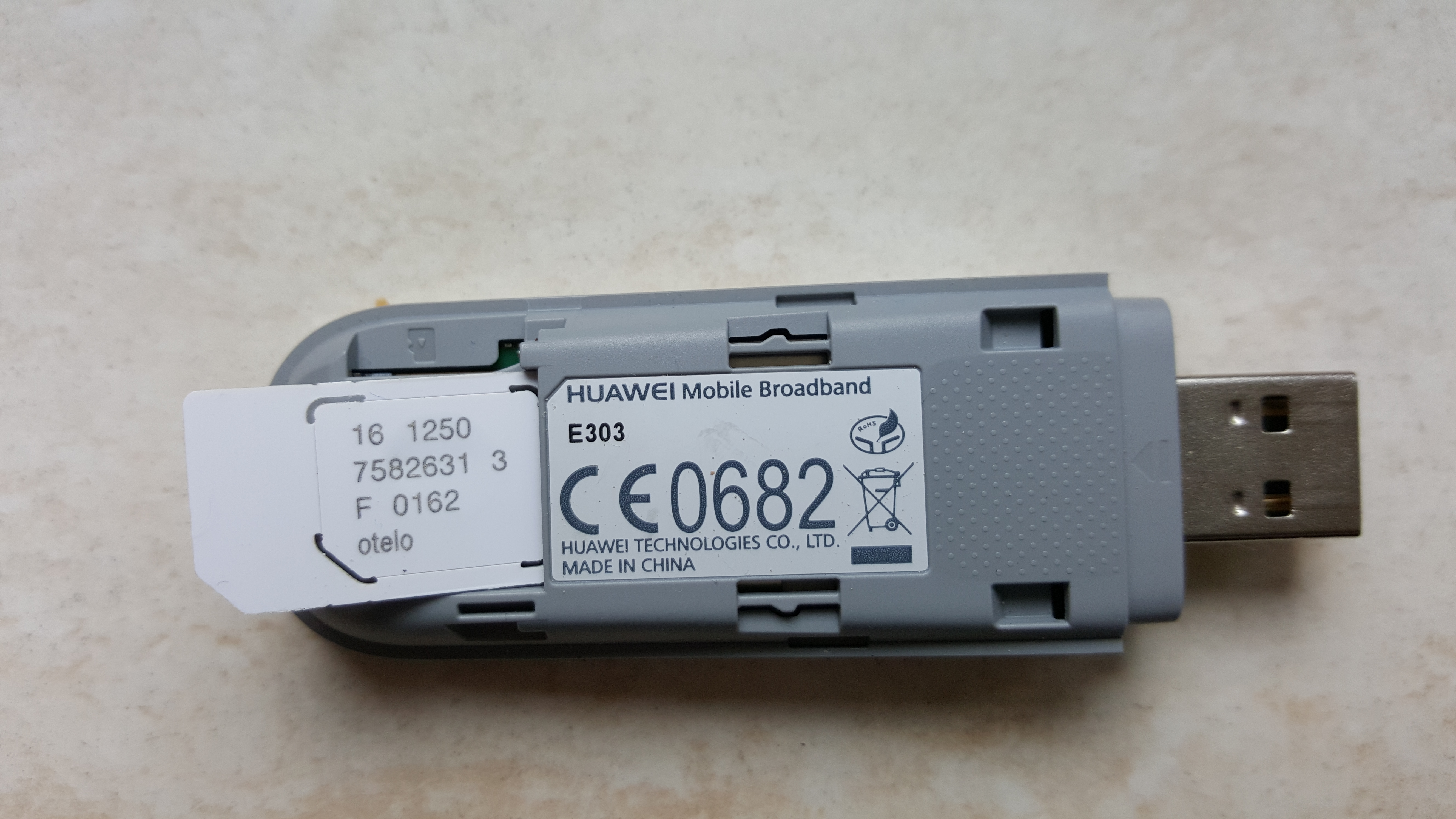
Internet-Stick (Huawei) mit SIM-Karte (otelo)

Mobiles Internet (englisch mobile web) bezeichnet die Bereitstellung einer Internetverbindung oder von Teilen davon (z. B. World Wide Web) auf Mobilgeräten wie insbesondere Laptops, Smartphones und Tablets.

## Geschichte
| Verbindung   | Apple iOS | Android  | Windows Phone | Download-Rate |
| ------------ | --------- | -------- | ------------- | ------------- |
| GSM GPRS     | ○/GPRS    | G        | G             | 53,6 kbit/s   |
| GSM EDGE     | EDGE      | E        | E             | 256 kbit/s    |
| UMTS         | 3G        | 3G       | 3G            | 384 kbit/s    |
| UMTS HSPA    | 3G        | H        | H             | 7,2 Mbit/s    |
| UMTS HSPA+   | 3G        | H+       | H+            | 42 Mbit/s     |
| LTE          | LTE       | 4G / LTE | LTE           | 300 Mbit/s    |
| LTE-Advanced | 4G        | LTE+/4G+ | 4G            | 1 Gbit/s      |

Das mobile Internet ist eng mit Fortschritten in der Entwicklung in der Mobilfunktechnik verbunden. Obwohl wegen der hohen Kosten unüblich, bestand schon in den 1980er Jahren über damalige analoge Mobilfunknetze in Kombination mit damaligen Mobilcomputern die Voraussetzung, um unterwegs auf Internetdienste wie IRC oder E-Mail zuzugreifen. 1988 wurde mit Mobitex zusätzlich in den USA und Schweden (dort inzwischen außer Betrieb) ein früher Datendienst eingeführt, wodurch Signale direkt digital empfangen und gesendet werden konnten. In den 1990er Jahren war es schließlich möglich, mit dem Handy über das GSM-Netz auf das Internet zuzugreifen, wenn auch zunächst nur als CSD-Datenverbindung mit geringer Geschwindigkeit. Die Einführung der GSM-Erweiterungen HSCSD, GPRS und EDGE brachte einen deutlichen Geschwindigkeitszuwachs.
GPRS führte im Jahr 1999 weltweit die Paketvermittlung im Mobilfunk ein und machte damit den ersten wesentlichen Schritt zum mobilen Internet. Der weltweite Start erfolgte 2001. Als GPRS-Erfinder gelten Bernhard Walke und Peter Decker.
Weitere wichtige Entwicklungsschritte waren die Einführung von UMTS im Jahr 2002 und darauf aufbauend HSDPA und HSUPA im Jahr 2006. Damit ließ sich mit maximal 7,2 Mbit/s Empfangsrate und maximal 1,45 Mbit/s Senderate im Internet surfen.
Seit 2007 stellten mehrere Mobilfunkanbieter ihr Mobilfunknetz auf UMTS bzw. darauf aufbauend auf HSDPA um. Für Mobiltelefone, die technisch meist schon dafür ausgerüstet waren, war dies dennoch wegen der geringen Größe und Qualität der Bildschirme sowie der noch unterentwickelten Ergonomie kein echter Ersatz für einen stationären Computer oder ein Notebook. Zudem war die Flächenabdeckung in Deutschland gering, sodass gerade der mobile Einsatz in Flugzeug, Auto und Bahn meist auf das Abfragen und Verschicken von E-Mails beschränkt blieb. Letzteres betraf ebenso Laptops.
In Österreich entwickelte sich der (stationär genutzte) mobile Internetzugang per HSDPA stärker; dort waren Anfang 2008 ca. 28 Prozent aller Breitbandanschlüsse mobil. Allerdings wurden nach einer Studie der Arbeiterkammer im Jahr 2008 die in den Produktbeschreibungen meist angegebenen möglichen Übertragungsgeschwindigkeiten „in keiner einzigen Messung nur annähernd erreicht“. In der Schweiz gab es 2009 mit Apple und swisscom legales Tethering.
Im Jahre 2008 besaßen laut einer Studie des Consulting-Unternehmens Accenture 62 Prozent der Deutschen ein internetfähiges Mobiltelefon. Davon gaben aber nur 13 Prozent an, mobil online zu gehen. 2010 kam Accenture in einer Folgestudie zu dem Ergebnis, dass 69 Prozent der Deutschen über ein Mobiltelefon mit Internetzugang verfügten, von denen 18 Prozent auch das mobile Internet nutzten. Das änderte sich mit dem Aufkommen der Smartphones. Solche Geräte enthielten einen Webbrowser und beherrschten in der Regel GPRS und UMTS, jedoch mindestens EDGE. Immer häufiger wurde auch WLAN integriert. Laut der Accenture-Studie lag der Nutzeranteil unter iPhone-Besitzern bei 91 Prozent. Bei anderen Smartphones mit Touchscreen seien es immerhin noch 55 Prozent gewesen. Laut Statistischem Bundesamt war die mobile Internetnutzung in Deutschland zwischen Anfang 2009 und 2010 von 9 auf 17 Prozent gestiegen. 2010 besaßen laut einer Umfrage von TNS-Infratest elf Prozent der Deutschen ein Smartphone. Für 2011 ging der Branchenverband Bitkom von 10 Millionen verkauften Smartphones in Deutschland aus. Mittlerweile wuchs die Basis der App-Nutzer laut einer Studie von research2guidance fünfzehnmal so schnell wie die stationärer Internetnutzer. Das mobile Internet wurde im Jahr 2013 weltweit von 1,91 Milliarden Mobilfunknutzern in Anspruch genommen.

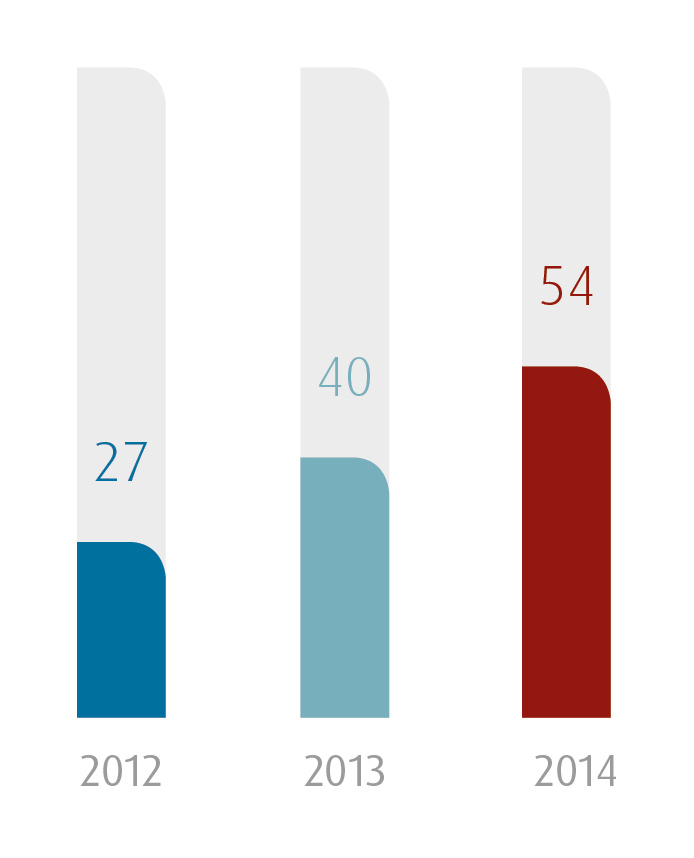
Die Entwicklung der mobilen Internetnutzung in Deutschland 2012–2014 in Prozent der Bevölkerung

Obwohl die Entwicklung der allgemeinen Internetnutzung in Deutschland bei 77 Prozent der Bevölkerung stagnierte, zeigte die mobile Nutzung seit 2012 einen starken Aufwärtstrend (2012: 27 Prozent, 2013: 40 Prozent, 2014: 54 Prozent).
Ab Anfang der 2020er Jahre gab es mehr Zugriffe auf das Internet über mobile Geräte als über Desktop-Computer.

## Zugangstechnologien

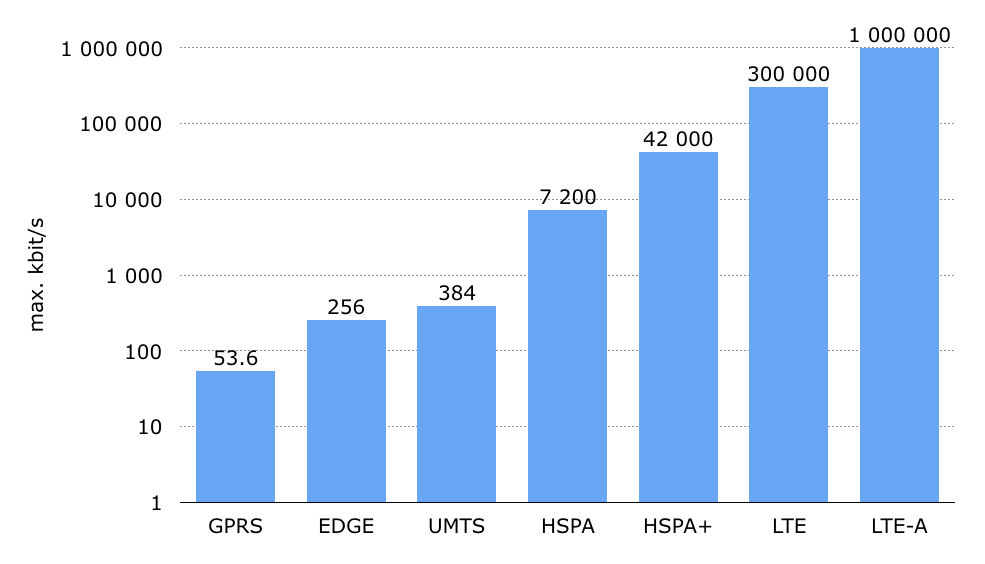
Vergleich der maximal erreichbaren Bitraten bei verschiedenen Mobilfunkstandards (logarithmische Darstellung)

### Zweite Generation (2G)

#### Circuit Switched Data (CSD)
Ein leitungsvermittelter Übertragungsdienst, bei dem Daten mit einer Geschwindigkeit von 14,4 kbit/s (brutto) bzw. 9,6 kbit/s (netto) übertragen werden. Kanalbündelung (HSCSD) ist möglich. Als älteste GSM-Internettechnologie wird dieser Modus heute nicht mehr von jedem Mobilfunkanbieter unterstützt.

#### General Packet Radio Service (GPRS)
Ein paketorientierter Übertragungsdienst, der im Bereich des Mobilfunks eingesetzt wird. Die GPRS-Technik ermöglicht in der Praxis eine Datenübertragungsrate von bis zu 55,6 kbit/s.

#### Enhanced Data Rates for GSM Evolution (EDGE)
EDGE ist eine Technik zur Erhöhung der Datenrate. Mit EDGE werden GPRS zu E-GPRS (Enhanced GPRS) erweitert. In der Praxis bedeutet das eine Steigerung der Datenrate auf bis zu 217 kBit/s.

### Dritte Generation (3G)

#### UMTS und die Erweiterung HSPA
Eine weitere Möglichkeit, das mobile Internet zu realisieren, stellt Universal Mobile Telecommunications System (UMTS) dar. Mit der Erweiterung High Speed Packet Access (HSPA) sind Empfangsraten von bis zu 7,2 Mbit/s (mit HSDPA) sowie Senderaten von bis zu 1,45 Mbit/s (mit HSUPA) möglich.
Seit Beginn des Jahres 2010 boten diverse Betreiber den mobilen Internetzugang über HSPA+ an. HSPA+, auch HSPA Evolution genannt, ist eine Erweiterung von HSPA. Damit sind bis zu 28 Mbit/s in Empfangs- und 11 Mbit/s in Senderichtung möglich. Der derzeit angebotene HSPA+-Standard basiert jedoch auf dem „Release 6“ mit einer maximalen Empfangsrate von 14,4 Mbit/s und Senderate von 5,76 Mbit/s. Ab „HSPA+ Release 7“ sollten bis zu 28 Mbit/s theoretisch möglich werden.

#### Long Term Evolution (LTE)
Gegenüber der alternativen Technik WiMAX sollte LTE den Mobilfunkanbietern einen kostengünstigen, evolutionären Migrationspfad von UMTS über HSPA zu LTE ermöglichen. LTE unterstützt im Gegensatz zu UMTS unterschiedliche Bandbreiten und kann so flexibel in mehreren zukünftigen Spektren eingesetzt werden. Auf dem Mobile World Congress in Barcelona zeigte Ericsson 2008 erstmals eine Ende-zu-Ende-Verbindung mit LTE auf kompakten Mobilgeräten. Es wurden bidirektionale Datenraten von 25 MBit/s demonstriert. Die Global mobile Suppliers Association ging davon aus, dass Ende 2010 weltweit bis zu 19 auf LTE umgerüstete Mobilfunknetze in Betrieb sein würden. 2012 warben Anbieter schon mit Empfangsraten von 100 MBit/s, die seinerzeit jedoch in der Praxis noch nicht erreicht wurden.

#### WiMAX
WiMAX wird als mobile Alternative zu DSL-Leitungen und UMTS-Verbindungen diskutiert. Der Versorgungsradius einer Basisstation in städtischer Umgebung liegt üblicherweise zwischen zwei und drei Kilometern. Wie bei UMTS müssen sich alle beteiligten Nutzer die zur Verfügung stehende Bandbreite teilen.

### 4. Generation (4G/LTE)
LTE-Advanced:
LTE-Advanced ist eine Erweiterung von LTE, die theoretisch Datenraten bis 3 GBit/s ermöglicht.

### 5. Generation (5G)
Die fünfte Generation des Mobilfunks soll Datenraten von bis zu 10 Gigabit pro Sekunde erreichen. Das wäre etwa zehnmal so schnell wie der aktuelle LTE-Standard. Im Mai 2013 ließ Samsung verlauten, dass unter Laborbedingungen 5G-Datenübertragung gelungen sei. Ericsson startete 2015 bereits erste Versuche und Messungen außerhalb eines Labors. Nach Plänen der EU sollte die 5G-Technik bis 2020[veraltet] die Marktreife erreicht haben. Laut RTR vom Februar 2017 würden dafür in Österreich 10.000 neue Antennen und raschere Genehmigungsvergabe nötig sein. Die Frequenzvergabe per Auktion endete in der Schweiz im Februar und in Österreich im März. In Deutschland begann sie am 19. März und endete nach 497 Runden am 12. Juni 2019. Die Versteigerung erbrachte 6,55 Milliarden Euro, zum Zuge kamen Telekom Deutschland, Vodafone, Telefónica Germany und 1&1 Drillisch.

### WLAN
Eine weitere Möglichkeit mobilen Internets ist das WLAN, oft auch synonym als Wi-Fi bezeichnet. Über sogenannte Hotspots kann man sich mit Notebook oder beliebigen Mobilgeräten auch unterwegs in das Internet einwählen. Eine WLAN-Community ist z. B. FON mit 300.000 Hotspots weltweit und 30.000 davon in Deutschland. In vielen Hotels, Bahnhöfen, Flugplätzen usw. werden heute kostenpflichtige oder kostenfreie Hotspots angeboten. Seit 2012 bietet auch die Deutsche Bahn, zunächst in einigen ausgewählten Zügen, kostenpflichtiges Internet per Hotspot an. Originalton der Werbung: „Die Deutsche Bahn und die Deutsche Telekom bauen gemeinsam den Internetzugang im ICE aus. Bis Ende 2014 sollten insgesamt 255 ICE-Züge und 5.200 km ICE-(Kern)-Netz mit der Breitband-Internettechnik ausgerüstet sein.“ Der neue ICE 4 besitzt ein öffentliches und kostenloses WLAN-Netz. Seit Ende 2016 werden auch die älteren ICE-Generationen nachgerüstet.

### Li-Fi
Li-Fi bezeichnet optische Datenübertragung, theoretisch bietet Li-Fi eine tausendmal so hohe Bandbreite wie derzeitige Funktechnik.

### Femtozelle
Eine Femtozelle (englisch femtocell) ist eine private UMTS-Funkzelle. Sie ist eine kleine Sende- und Empfangsstation für UMTS, die in privaten Bereichen, wie zum Beispiel in der eigenen Wohnung, das Netz des jeweiligen Mobilfunkanbieters erweitert. Die Femtozelle wird ergänzend in öffentliche Mobilfunknetze eingebunden, sodass eine unterbrechungsfreie Übergabe von Verbindungen zwischen diesem und dem privaten UMTS-Netz erfolgt. Die Nutzung ist mit jedem 3G- bzw. UMTS-fähigen Mobilgerät möglich.

### Satellitenzugang
Internetzugang über Satellit gilt als weitere Möglichkeit, das mobile Internet zu realisieren. Diese Möglichkeit wird z. B. von Journalisten, Wissenschaftlern, Hilfsorganisationen usw. in entlegenen Gegenden verwendet. Die Kosten sind hoch und die Geschwindigkeit relativ gering.